# Anita Kulcsár
Anita Kulcsár (født 2. oktober 1976 i Szerencs, død 19. januar 2005 i Dunaújváros) var en ungarsk håndboldspiller, der blandt andet var med til at blive europamester i år 2000 og var verdens bedste kvindelige håndboldspiller i 2004. Hun var stregspiller.

## Håndboldkarriere

### Klub
Efter at have spillet i en mindre klub kom Kulcsár i 1995 til Győr, hvor hun var med til at komme i EHF Cup-finalen, hvor holdet dog tabte til danske Viborg HK. I 2001 skiftede hun til Cornexi-Alcoa, inden hun i 2004 skiftede til Dunaferr NK. Hun spillede også med Cornexi og Dunaferr i forskellige europæiske turneringer.

### Landshold
Kulcsár spillede på det ungarske landshold fra 1996 og var med til at vinde bronze ved EM 1998, guld ved EM 2000, sølv ved VM 2003 og bronze ved EM 2004. 
Ved OL 2000 i Sydney var hun med på Ungarns hold, der blev nummer to i indledende runde efter Sydkorea. Derpå vandt de over Østrig i kvartfinalen efter ekstra spilletid, men vandt så sikkert over de regerende verdensmestre fra Norge i semifinalen, inden det blev til et møde med OL-mestrene fra 1996, Danmark, i finalen. Midt i anden halvleg førte Ungarn med seks mål, men derpå scorede Danmark seks mål i træk, og efter udligningen så danskerne sig ikke tilbage og genvandt guldet efter finalesejr på 31-27. Kulcsár var også med ved OL 2004 i Athen, hvor ungarerne blev nummer fem.
Hun nåede i alt 165 A-landsholdskampe, hvor hun scorede 402 mål.

## Død
Kulcsár døde i en trafikulykke, da hun på vej til træning skred af en isglat vej og kørte ind i et træ. Bilen brød i brand, og hun døde på ulykkesstedet.
Hun blev posthumt valgt som verdens bedste kvindelige håndboldspiller for 2004. Siden hendes død afholdt byen Dunaújváros, hvor hendes klub, Dunaferr, holder til, i flere år en håndboldmindeturnering i hendes navn.

## Meritter
- OL
  - 1 sølvmedalje (2000)
- EM
  - 1 guldmedalje (2000)
  - 2 bronzemedaljer (1998 og 2004)
- VM
  - 1 sølvmedalje (2003)
- IHF World Player of the Year (2004)
- EHF Cup finalist (2002/2003)
- Ungarsk mester
- Ungarsk pokalmester